# Nimbāj
Nimbāj är en ort i Indien.   Den ligger i distriktet Pāli och delstaten Rajasthan, i den nordvästra delen av landet, 400 km sydväst om huvudstaden New Delhi. Nimbāj ligger 316 meter över havet och antalet invånare är 20 424.
Terrängen runt Nimbāj är platt. Runt Nimbāj är det ganska tätbefolkat, med 214 invånare per kvadratkilometer. Närmaste större samhälle är Jaitāran, 8,8 km nordväst om Nimbāj. Trakten runt Nimbāj består till största delen av jordbruksmark.